# Barbados 4–2 Granada
Em 27 de janeiro de 1994, as seleções nacionais de futebol de Barbados e Granada se enfrentaram como parte da fase de qualificação para a Copa do Caribe de 1994. Barbados venceu por 4 a 2 na prorrogação. Nos últimos minutos do tempo regulamentar, ambas as equipes tentaram marcar gols contra. O resultado foi descrito como "uma das partidas mais estranhas de todos os tempos".
Na Copa do Caribe de 1994, os organizadores do torneio implementaram uma variante da regra do gol de ouro: o primeiro gol marcado na prorrogação não só vencia a partida, mas também valia dois gols. Barbados precisava vencer a partida por uma margem de pelo menos dois gols para se classificar para a final. Os barbadianos venciam por 2 a 0 até os granadinos diminuírem a vantagem aos 38 minutos do segundo tempo. Barbados então deliberadamente marcou um gol contra, empatando o jogo em 2 a 2, para forçar a prorrogação para que pudessem aproveitar a regra do gol de ouro para atingir a margem necessária de dois gols de vantagem. Isso resultou em uma situação incomum: nos últimos três minutos do tempo regulamentar, Granada tentou marcar gols em ambas as balizas. Qualquer resultado (3 a 2 nos pontos ou 2 a 3 no saldo de gols) os teria avançado para a final, enquanto Barbados teve que defender os dois gols. No final, Barbados conseguiu impedir Granada de marcar, forçando a prorrogação, e então marcou o gol de ouro para vencer a partida.
O resultado do jogo foi criticado pelo técnico granadino James Clarkson, que considerou que sua equipe havia sido injustamente impedida de avançar para a final. No entanto, considerando que as regras incomuns do torneio não foram violadas, a FIFA isentou Barbados de qualquer irregularidade.

## Antecedentes
A Copa do Caribe de 1994 foi a quinta edição da Copa do Caribe e foi disputada em Trinidad e Tobago. A qualificação ocorreu em vários outros locais do Caribe no início de 1994. Na época, a FIFA estava testando variações nas regras do torneio, e os organizadores decidiram que qualquer partida em que o placar estivesse empatado no final dos 90 minutos normais iria para a prorrogação, que contaria com um gol de ouro que, se marcado, valeria dois gols. Barbados, Granada e Porto Rico foram sorteados para o Grupo 1, e em 23 de janeiro o torneio de todos contra todos começou em Barbados, com o time da casa perdendo por 0 a 1 para Porto Rico. Dois dias depois, Granada derrotou Porto Rico por 2 a 0 após um gol de ouro na prorrogação. Isso colocou Granada no topo do grupo com três pontos e um saldo de gols de +2. Assim, a única forma de Barbados avançar para a final seria se conseguisse vencer Granada por uma margem de pelo menos dois gols.
Antes da partida a classificação era a seguinte:
| Equipe     | Pts | Jgs | V | D | GF | GS | SG |
| ---------- | --- | --- | - | - | -- | -- | -- |
| Granada    | 3   | 1   | 1 | 0 | 2  | 0  | +2 |
| Porto Rico | 3   | 2   | 1 | 1 | 1  | 2  | −1 |
| Barbados   | 0   | 1   | 0 | 1 | 0  | 1  | −1 |

| 25 de janeiro de 1994 | Barbados | 0–1 | Porto Rico | Estádio Nacional de Barbados, Saint Michael |
|                       |          |     |            |                                             |

| 25 de janeiro de 1994 | Granada | 2–0 (prorrog.) | Porto Rico | Estádio Nacional de Granada, St. George's |
|                       |         |                |            |                                           |

## Partida
A partida foi disputada no Estádio Nacional de Barbados, em Saint Michael.
O jogo começou de forma rotineira, e Barbados marcou os dois primeiros gols, estabelecendo a margem de vitória de dois gols que precisava. No entanto, aos 83 minutos, tudo mudou quando Granada marcou um gol — o que os classificaria para a final, a menos que Barbados conseguisse marcar novamente.
Os barbadianos tentaram marcar nos minutos seguintes, mas, com o tempo se esgotando, adotou uma estratégia diferente: empatar o jogo para então tentar alcançar a margem de dois gols com o "gol de ouro" na prorrogação. Aos 87 minutos, pararam de atacar e o defensor Terry Sealy, junto com o goleiro Horace Stoute, passaram a trocar passes até que Sealey marcou intencionalmente um gol contra, empatando a partida em 2–2.
Com apenas três minutos restantes no tempo regulamentar, os jogadores de Granada perceberam o plano de Barbados e entenderam que se marcassem um gol — em qualquer uma das balizas — se classificariam, mesmo perdendo por um gol de diferença. O fim do tempo normal foi altamente incomum, com os granadinos tentando marcar tanto no próprio gol quanto no gol adversário, enquanto Barbados defendia ambas as metas.
Durante os três minutos finais, os jogadores de Barbados conseguiram defender os dois lados. Como os 90 minutos terminaram com o placar em 2–2, o jogo foi para a prorrogação, onde o "gol de ouro" valia o dobro — ou seja, Barbados precisava marcar apenas uma vez para se classificar para a Copa do Caribe de 1994. Trevor Thorne marcou o gol da vitória, garantindo a classificação de Barbados com um placar final de 4–2.
A classificação final foi a seguinte:
| Equipe     | Pts | Jgs | V | D | GF | GS | SG |
| ---------- | --- | --- | - | - | -- | -- | -- |
| Barbados   | 3   | 2   | 1 | 1 | 4  | 3  | +1 |
| Granada    | 3   | 2   | 1 | 1 | 4  | 4  | 0  |
| Porto Rico | 3   | 2   | 1 | 1 | 1  | 2  | −1 |

## Resposta
O jogo não recebeu muita atenção na época, embora reportagens tenham sido publicadas no Reino Unido pelos jornais The Guardian e The Times. A história foi posteriormente contada no livro Sports Law, de 2005. A falta de atenção imediata ao caso pode ter contribuído para que a partida se tornasse algo como uma lenda urbana dentro do futebol.
Em uma coletiva de imprensa após o jogo, o técnico de Granada, James Clarkson, declarou:
Sinto-me enganado. A pessoa que criou essas regras deve ser candidata a um hospício... O jogo nunca deveria ser jogado com tantos jogadores correndo em campo confusos. Nossos jogadores nem sabiam em que direção atacar: o nosso gol ou o deles. Nunca vi algo assim antes. No futebol, você deve marcar contra os adversários para vencer, não a favor deles.
A regra do "gol de ouro duplo" foi usada cinco vezes durante as eliminatórias da Copa do Caribe de 1994, mas foi descartada pelos organizadores após o torneio. Embora o gol contra intencional feito por Barbados tenha sido extremamente incomum, a FIFA decidiu não punir a equipe, pois considerou que ela estava jogando da melhor forma possível dentro das circunstâncias.

## Pós-jogo
Barbados terminou em terceiro lugar no Grupo A da Copa do Caribe de 1994, após empatar com Guadalupe e Dominica e perder para a equipe anfitriã, Trinidad e Tobago, que acabou vencendo o torneio.